# Villa Santa Cruz del Lago
Villa Santa Cruz del Lago é uma comuna da província de Córdoba, na Argentina.